# Palacio Real de Sofía
El Palacio Real de Sofía (en búlgaro: Царски дворец) es un edificio histórico situado en la plaza Príncipe Alejandro de Battenberg, el centro de la ciudad de Sofía, capital de Bulgaria. Desde 1879 hasta 1946 fue la principal residencia de los soberanos de Bulgaria, primero como príncipes (kniaz) y luego como reyes (tsar). En concreto fue habitado por Alejandro I, Fernando I y Boris III. Tras el derrocamiento de la monarquía en 1946 y la implantación del régimen comunista el palacio se convirtió en sede de dos museos que aún lo ocupan: la Galería Nacional de Arte y el Instituto de Etnología y Folclore y Museo Etnográfico. 
El edificio constituye un ejemplo único de arquitectura palaciega finisecular en los Balcanes, preservando intactos la mayoría de sus interiores al contrario que los palacios de Atenas, Belgrado o Bucarest. 

## Historia

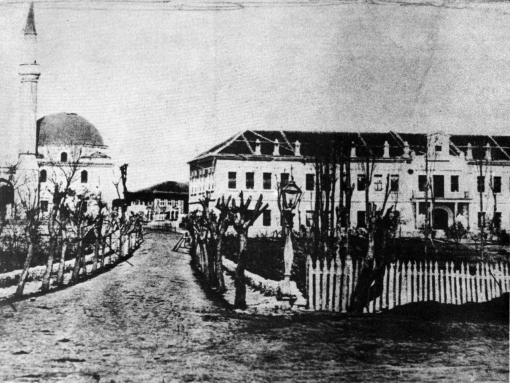
La vieja konak convertida en palacio del príncipe Alejandro I.

### Alejandro I de Battenberg: dekonaka Palacio del Príncipe (1879-1887)
El edificio tiene su origen la antigua konak otomana, la sede de los juzgados y de la administración del valiato, que había sido edificada en 1873. Se trataba de un edificio alargado de dos plantas, y los sótanos albergaban los calabozos y unos túneles que comunicaban con otros edificios de la ciudad, como la mezquita o la residencia del gobernador.
El edificio fue utilizado como hospital durante la Guerra ruso-turca (1877-1878), pero en 1879 fue designado residencia oficial del primer soberano de la Bulgaria independiente, el príncipe (knyaz) Alejandro de Battenberg. La vieja konak otomana fue rápidamente acondicionada por el ejército ruso, pero apenas un año después de su instalación, quedó claro que el edificio no era adecuado para albergar al príncipe ni a su familia, que tuvieron que mudarse para permitir una completa reconstrucción.
De 1880 a 1882, el arquitecto austriaco Viktor Rumpelmayer dirigió la reconstrucción de la antigua konak, que fue demolida casi por completo, aunque se aprovecharon los cimientos para erigir el nuevo palacio, que además fue ampliado con una ala oriental destinada a recepciones. Asimismo todas las fachadas fueron rehechas siguiendo el suntuoso y cosmopolita estilo Segundo Imperio con connotaciones chateauesque. Se trataba de dar a la nueva residencia principesca un aire cosmopolita que simbolizara la transformación de Sofía de ciudad de provincias otomana a capital de un nuevo estado independiente.

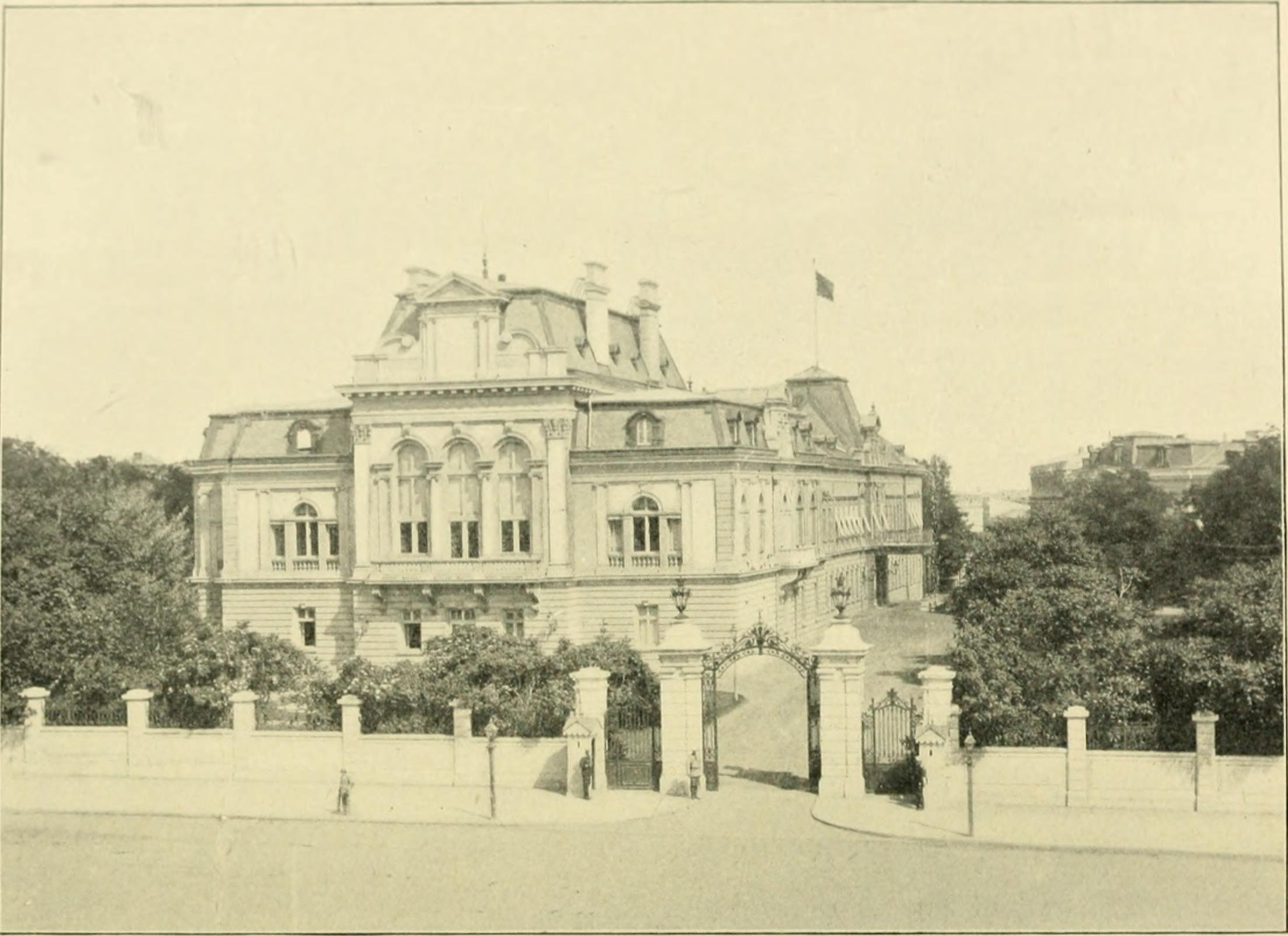
La ampliación realizada por Rumpelmayer.

Si el espacio de la demolida konak sirvió como residencia del príncipe Alejandro I y lugar de trabajo, la nueva ampliación de Rumpelmayer se destinó a fiestas y recepciones y se organizó en tres plantas: la planta baja para funciones administrativas, el primer piso con el gran salón de baile, el salón del trono, el comedor de gala y un jardín de invierno; y el segundo piso o ático para el servicio. Esta primera campaña de obras se terminó en 1882, inaugurándose los nuevos espacios con un gran baile el 26 de diciembre del mismo año.
El 20 de agosto de 1886, un grupo de militares descontentos con el resultado de la guerra serbo-búlgara (1886) asaltaron el palacio y obligaron al príncipe a abdicar y luego lo trasladaron hasta la frontera. No obstante, el príncipe Alejandro volvería de nuevo a la capital, pero habiendo perdido el apoyo de Rusia, se vio obligado a abdicar definitivamente el 8 de septiembre del mismo año.

### Fernando I: de Palacio del Príncipe a Palacio Real (1887-1918)

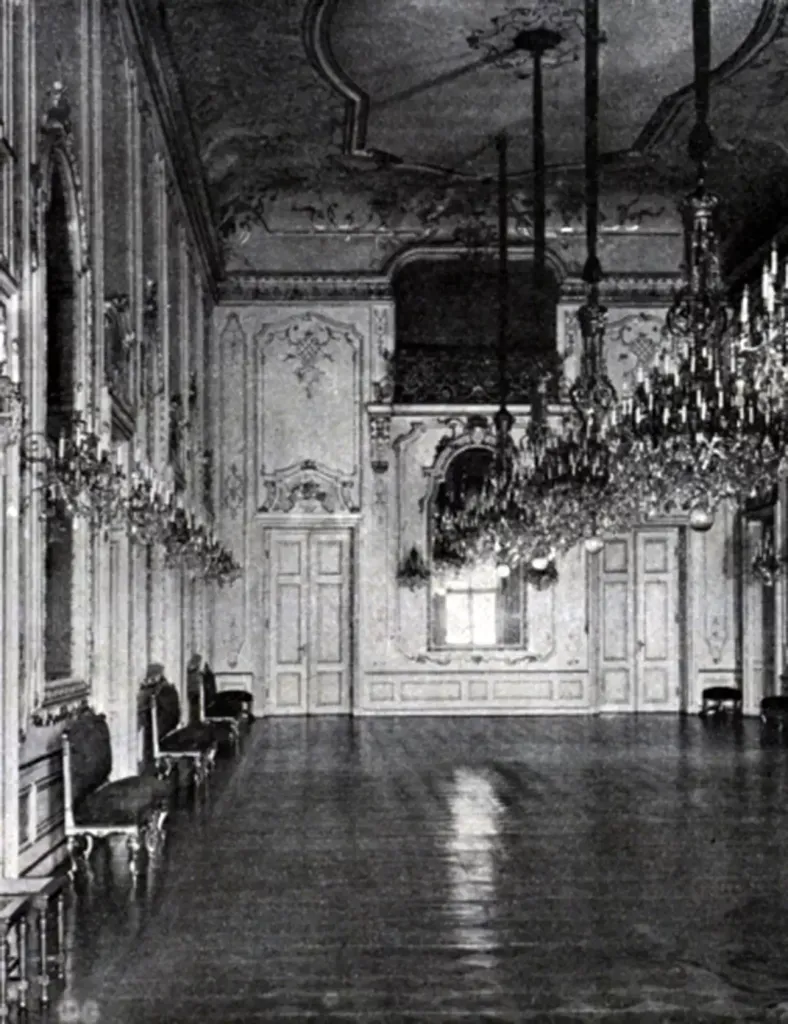
El Salón de Baile del palacio, creado por Rumpelmayer.

Pocos meses después de la caída de Alejandro I, los representantes de la Tercera Gran Asamblea Nacional reunida en Tarnovo, ofrecieron el trono al príncipe Valdemar de Dinamarca, que rechazó. Del mismo modo, la asamblea se opuso a nombrar como nuevo príncipe a Nikoloz Dadiani, príncipe de Mingrelia, propuesto por el zar Alejandro III. El 7 de julio de 1887, ante la sorpresa de las cancillerías y las cortes europeas, la asamblea eligió como nuevo príncipe a Fernando de Coburgo, hijo de la princesa Clementina de Orléans y, por lo tanto, nieto del último rey de Francia, Luis-Felipe I.
Los gobiernos europeos reaccionaron con indiferencia, como Austria o el Imperio otomano, o con abierta hostilidad, como Rusia, pero, el 7 de agosto, Fernando abandonó su castillo de Ebenthal en Austria y puso rumbo a Bulgaria. El día 16 juró ante la asamblea en Tarnovo y el 23 entró en Sofia, entre la curiosidad, más que el entusiasmo, de sus habitantes.

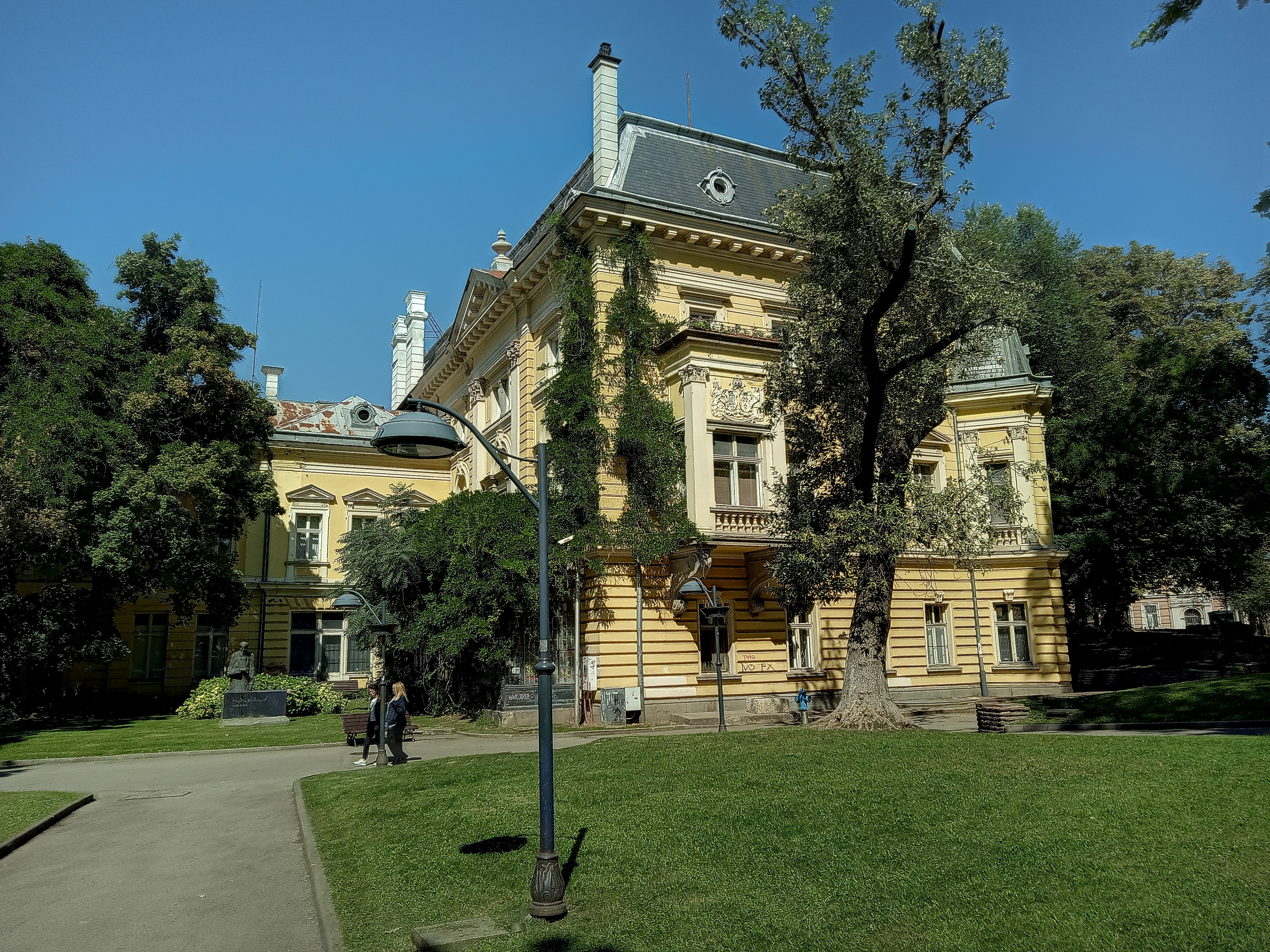
La nueva ala este.

En esta segunda etapa, se construyó el ala este del palacio, iniciada en 1894, a raíz de la boda del príncipe con la princesa María Luisa de Borbón-Parma. El arquitecto vienés Friedrich Grünanger supervisó la construcción, mientras que el escultor Andreas Greiss se encargó de la decoración, que incorporaba elementos del neobarroco vienés y de la decoración de fin de siècle inspirada el los estilos Luis XV y Luis XVI. La nueva ala se terminó en 1896 e incluía nuevos aposentos para la familia principesca, como una biblioteca, salones de recepción, un comedor, dos jardines de invierno y una porte-cochère cubierta. También se instaló un modernísimo ascensor eléctrico de la empresa Schindler que comunicaba la planta baja con el primer piso.En el primer piso se situaban los aposentos del príncipe Fernando, la princesa María Luisa y el príncipe heredero Boris; en el segundo piso los del príncipe Cirilo y las princesas Eudoxia y Nadezhda.

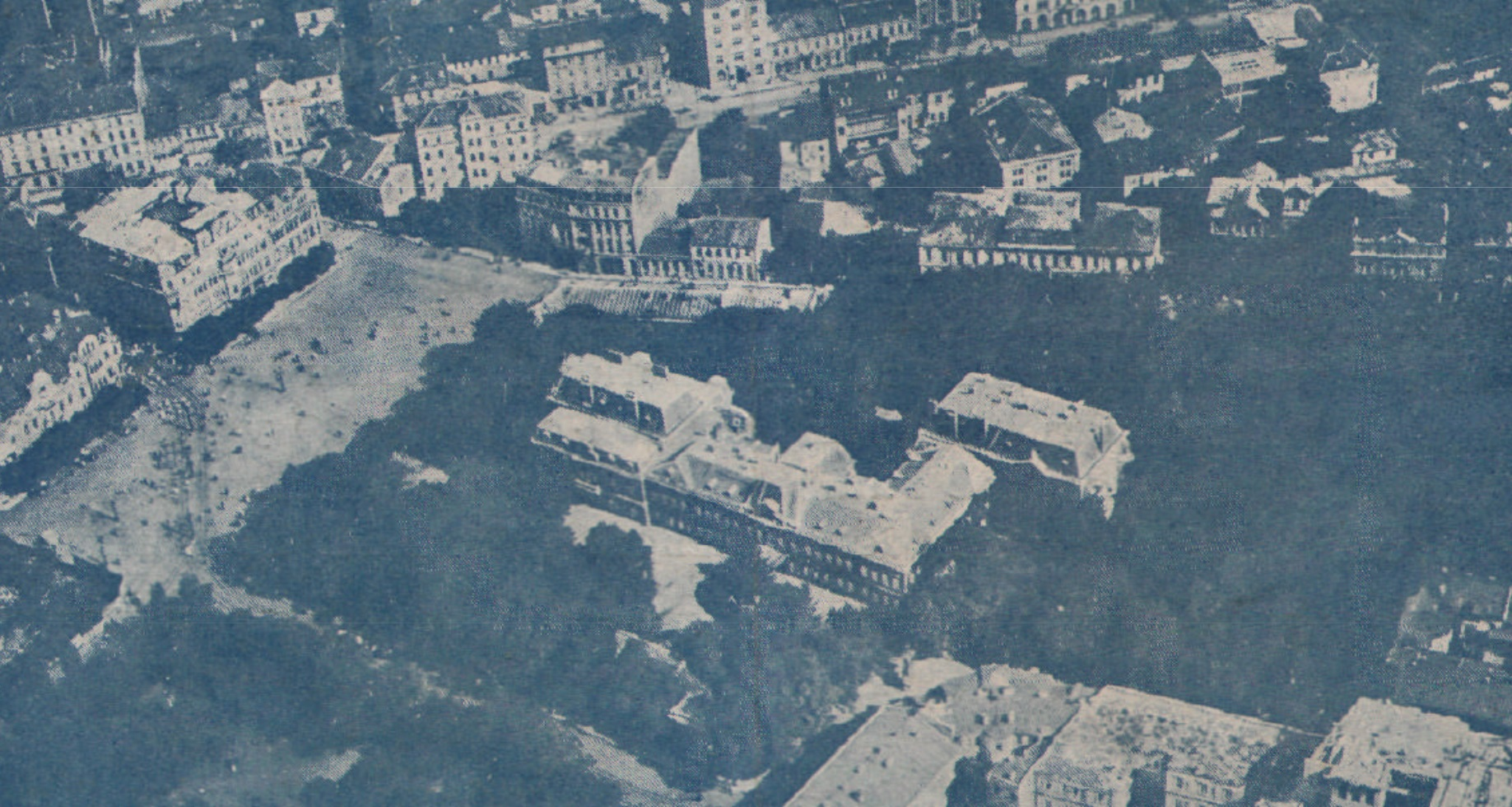
Vista aérea del palacio y sus distintas alas en 1929.

A pesar de todos estos añadidos, el palacio mantuvo un volumen compacto, con comunicaciones internas cómodas y bien pensadas, que permitían transitar fácilmente entre las zonas de recepción más institucionales y los espacios más domésticos de la familia principesca. Su superficie total era de 5 742 metros cuadrados, y contaba con 80 habitaciones. Hasta la Primera Guerra Mundial, el palacio fue el ejemplo a seguir para todos los edificios públicos y residenciales de la capital búlgara.
No hay que olvidar tampoco el jardín, creado ya en 1879, durante el reinado de Alejandro I de Battenberg, quien decidió plantar un parque de casi dos hectáreas (17 690 metros cuadrados) diseñado por Anton Kollar que rodeaba el palacio y estaba ornado con raras especies de árboles, arbustos y plantas decorativas. El parque lo cerraba una verja que contaba con cuatro entradas: al sur el cuartel de la guardia real; al oeste y al este, alineadas con las calles, se abrían dos grandes y elaboradas puertas; al norte se abría la última, destinada al servicio. 
La familia principesca no habitaba su palacio de Sofia durante todo el año, sino que en verano se trasladaba a Euxinograd, en la costa del Mar Negro, mientras que a partir de 1903 hizo cada vez más uso del pabellón de caza de Vrana, sobre todo tras su ampliación en 1909, situado a las afueras de la capital.
En 1908, el príncipe Fernando I declaró la independencia de Bulgaria del Imperio otomano, que hasta entonces había sido su suzerano. Fernando se autoproclamó zar (Цар на българите), que, en este caso, suele traducirse como "rey de los búlgaros", por ello, desde esta fecha, el Palacio del Príncipe fue renombrado Palacio Real.

Aunque el palacio contaba con una capilla católica, la religión que profesaban tanto Fernando como su familia, en 1912, para la mayoría de edad de su hijo mayor y heredero, Boris, se decidió añadir una elaborada capilla ortodoxa, la religión mayoritaria en Bulgaria. Ya en 1893, Fernando había decidido que Boris sería educado en la religión ortodoxa, una obligación constitucional, además de una de las condiciones puestas por el zar Nicolás II para el restablecimiento de las relaciones diplomáticas rotas desde 1886.Tal decisión le valió la excomunión por parte del papa León XIII.

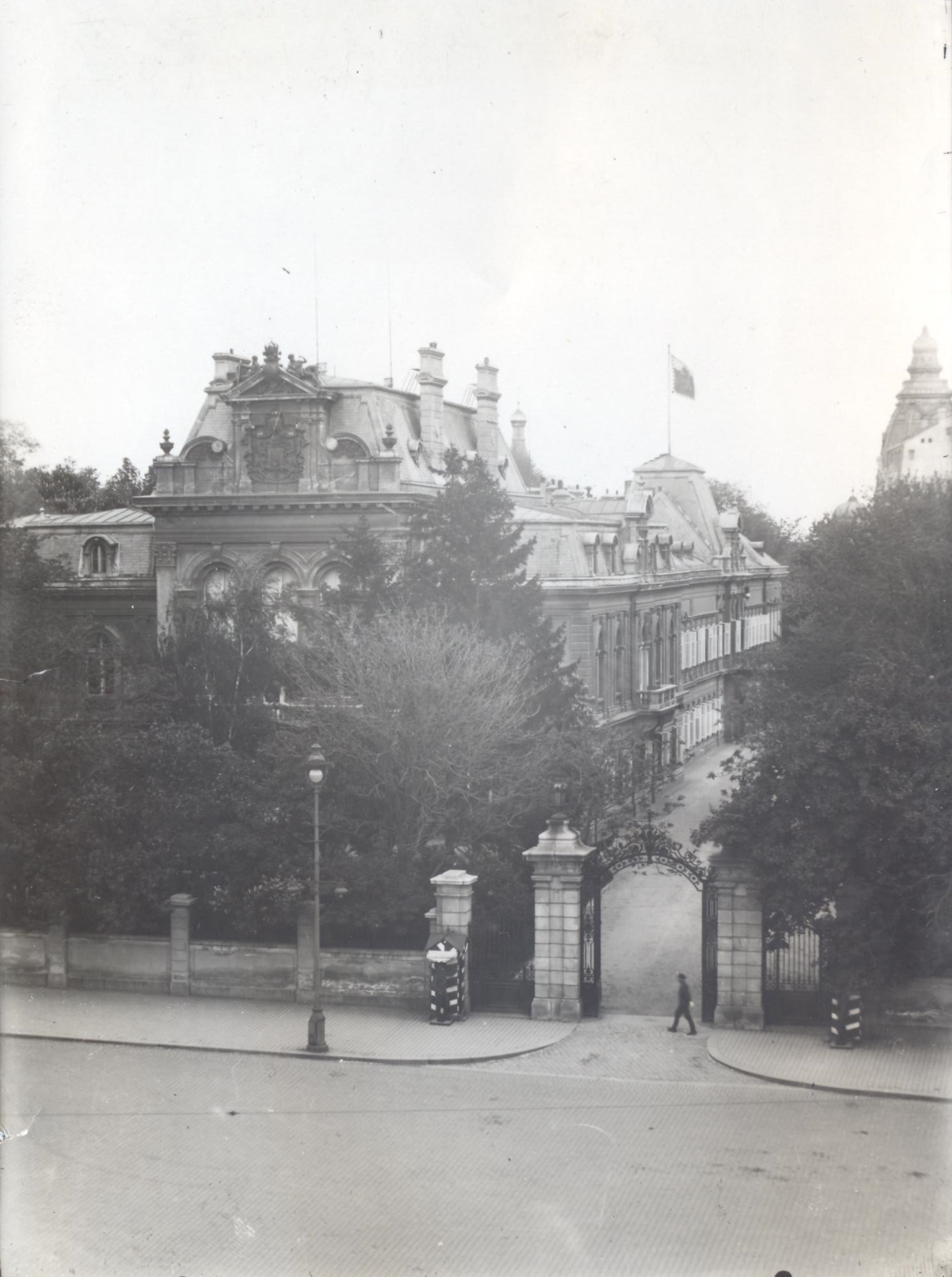
El Palacio Real y su frondoso jardín frontal antes de 1944.

### Boris III y Simeón II: de Palacio Real a sede del gobierno comunista (1918-1946)
Tras la derrota en la Primera Guerra Mundial y la abdicación de Fernando, su hijo Boris III se convirtió en nuevo monarca búlgaro. A raíz de su boda con la princesa Juana de Saboya, hija del rey Víctor Manuel III, en octubre de 1930, se realizó una profunda renovación y modernización del palacio que, al mismo tiempo dejó de ser habitado por el príncipe Cirilo y la princesa Eudoxia, la princesa Nadezhda se había casado y vivía en Alemania desde 1924.
En 1934, el político de extrema derecha Kimon Georgiev, tras dar un golpe de Estado fue nombrado primer ministro por el rey en el palacio. Durante la Segunda Guerra Mundial, Bulgaria se alineó con la potencias del Eje, con el objetivo de conseguir la región de Macedonia perdida durante la segunda guerra de los Balcanes y la Primera Guerra Mundial. En 1942, ante el deterioro de la situación militar, la familia real se trasladó a vivir a las residencias de Vrana, en las afueras de Sofia, y Tsarska Bistrica, en las montañas Rila. En esta última falleció el rey Boris III el 28 de agosto de 1943 después de volver de Alemania para visitar a Hitler.
En 1944, otro golpe de Estado llevó al poder al pro-comunista Frente de la Patria y Kimon Georgiev, ahora alineado con los comunistas, se convirtió de nuevo en primer ministro.

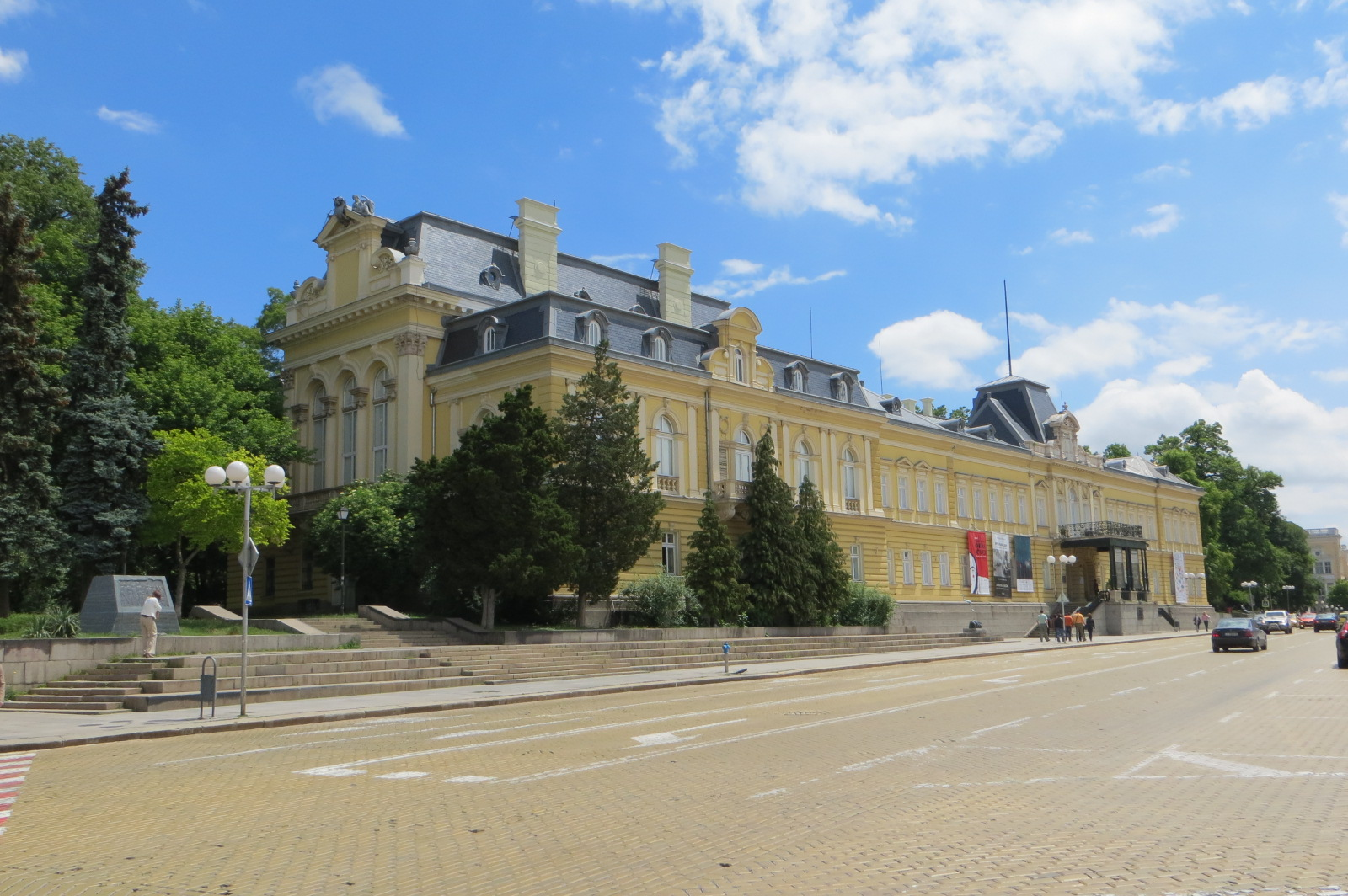
El palacio en la actualidad, tras la sustitución del jardín por una plaza y una amplia avenida.

Empezó entonces una progresiva depuración de los símbolos realistas del Palacio Real, mientras el niño-rey Simeón II y su familia permanecían en Vrana. En septiembre de 1946, en el controvertido referéndum organizado por el gobierno del Frente de la Patria, los búlgaros votaron en un 95% a favor de la república, la familia real abandonó el país poco después.

### De sede del gobierno comunista a museo (1946-)

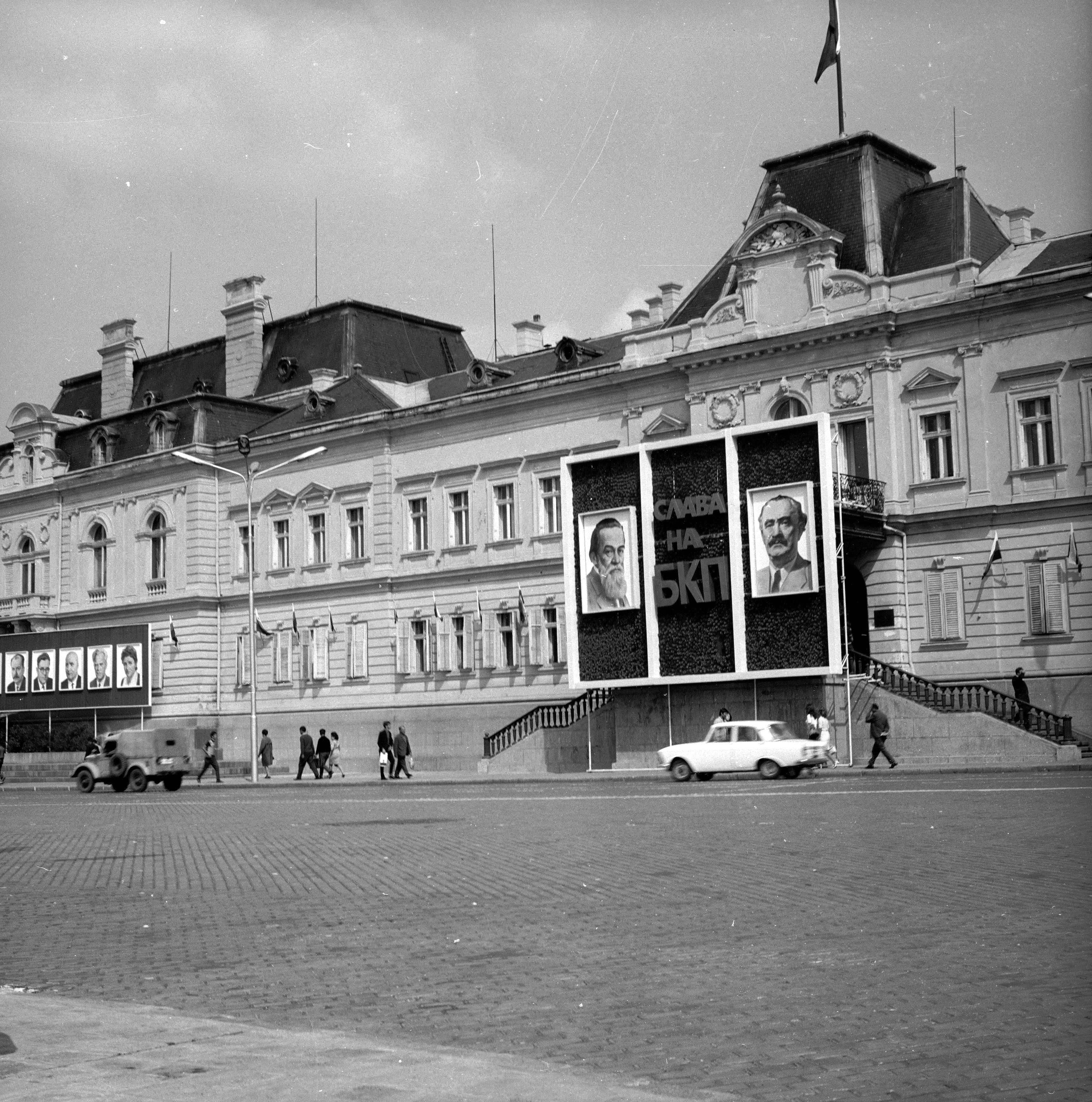
El Palacio Real en 1969, usado como fondo para colgar grandes carteles de los líderes comunistas búlgaros.

El Palacio Real se convirtió entonces en la sede de la Escuela del Partido Comunista Búlgaro y del nuevo Consejo de Ministros de la República Popular de Bulgaria, con el líder comunista Gueorgui Dimitrov a la cabeza, que ocupó el antiguo despacho del rey, pero eliminando toda la decoración, las boiseries y pintando las paredes de un color neutro. Otras partes del palacio también fueron reformadas, eliminándose o cubriéndose parte de la decoración con tablones de madera contrachapada.
Más radical fue la transformación del jardín. En 1946 se derribaron las puertas monumentales, la verja y el cuartel de la guardia real, dejándose el jardín abierto y descuidado. En 1949, tras la muerte de Dimitrov, se eliminó por completo la parte frontal (sur) del jardín, rebajándose el nivel dos metros y creando en su lugar una gran plaza destinada a los desfiles del régimen, la Plaza 9 de septiembre. En su centro se erigió elmausoleo de Georgi Dimitrov, de similar estética a los mausoleos erigidos para otros jerarcas comunistas.
A inicios de los años 50, se planteó el derribo del palacio y la edificación de una nueva sede del Consejo de Ministros en estilo estalinista, con una estatua del mismo Stalin enfrente. Finalmente, la nueva sede se edificó en un manzana contigua y el palacio fue salvado del derribo debido a su valor histórico y artístico. Desde 1954 el edificio ha albergado la Galería Nacional de Arte y el Instituto de Etnología y Folclore y Museo Etnográfico.En 1978 fue declarado monumento cultural.
El mausoleo de Gueorgui Dimitrov fue derribado en 1999.